# Condorito
Condorito es una serie de historieta cómica chilena protagonizada por el personaje homónimo. Fue publicada por primera vez el 6 de agosto de 1949 y creada por el dibujante chileno René Ríos Boettiger, más conocido como Pepo. Con los años, se convirtió en una de las historietas más populares de América Latina.
Hacia 2012, se leía en ciento cinco periódicos de habla hispana distribuidos en diecinueve países, incluyendo Canadá, Estados Unidos, Italia y Japón. Anualmente se publican 1369 millones de sus tiras cómicas, siendo junto con Mafalda el personaje de historietas hispano de mayor relevancia en el mundo. Desde 2012, aparece en el sitio web GoComics.com, donde figura junto con otras historietas de renombre internacional como Garfield, Peanuts, Dilbert y Calvin y Hobbes, entre otros.

## Trayectoria editorial

### Inicios
La idea de Pepo para crear a Condorito surgió después de ver la película Saludos amigos (1942), de la factoría Disney. En ella, el Pato Donald y Goofy hacían un viaje simbólico por América Latina, donde encontraban personajes que supuestamente eran representativos de los países visitados: Argentina, Brasil, Colombia, México y Perú. Chile estaba representado por un pequeño avión: Pedrito, nombre que era un homenaje al presidente de entonces, Pedro Aguirre. En el filme, el avión Pedrito trata de cruzar con gran dificultad la cordillera de los Andes para llevar la correspondencia a Argentina. Pepo lo encontró insólita y paupérrima la forma en que estaba representado Chile, así que, indignado, se puso a trabajar en un personaje que fuera más representativo y que debería encarnar al chileno corriente, en el marco de la campaña de chilenidad promovida por los gobiernos radicales (1938-1952). Para ello, se inspiró en el cóndor andino, ave que figura en el escudo nacional de Chile.
La primera publicación de Condorito fue en el primer número de la revista Okey, propiedad de Zig-Zag, el 6 de agosto de 1949. En ella Condorito apareció como un ladrón de gallinas de ocasión, que posteriormente se arrepiente de comérsela y trata de devolverla al gallinero pero es detenido por un carabinero y encarcelado. En la prisión Condorito se imaginaba al carabinero comiéndose la sabrosa gallinita. La tira cómica era de dos páginas enteras.
Las siguientes publicaciones de Condorito estaban basadas en un personaje que provenía del campo impulsado por la migración campo-ciudad que se vivía en Chile durante los años 1950; la personalidad de Condorito era la de un bromista, ingenioso y pícaro. Según el guionista Jorge Montealegre, «el perfil de Condorito en las primeras caricaturas está enfocado en el roto chileno […] donde se abordan instituciones muy chilenas como el compadrazgo con Don Chuma y el huacherío a través de Coné».
Durante las ediciones de la revista Okey, se dotó a Condorito de un contexto real en una ciudad llamada Pelotillehue, junto con familiares y situaciones más cercanas a la gente.
Para 1955, año de la aparición de la primera recopilación de chistes de Condorito, el personaje ya tenía el aspecto definitivo. Como publicación, Condorito apareció el 21 de diciembre de dicho año. La tira cómica Condorito tiene un formato característico por el cual se ha editado desde sus orígenes en una gama específica de colores que solo incluyen el rojo, el marrón, el rosado, el negro, el blanco, el gris y, de vez en cuando, el verde.
Uno de los únicos dibujantes que sobrevive y que trabajó con Pepo en los inicios de Condorito es el dibujante Hernán Vidal (Hervi) quien con solo 13 años se convirtió en ayudante de Pepo.

### Popularización
En 1961, Condorito pasó a publicarse dos veces por año. Desde el número 7 hasta el número 82 se llamaron «Condoritos numerados» por llevar su numeración destacada en la portada. El libro número 9 de Condorito, que salió en 1962, estuvo dedicado al Mundial de fútbol realizado ese mismo año en Chile. Desde 1965 hasta 1982, se editó en forma irregular; sin embargo, empezó a publicarse regularmente en forma trimestral a partir de 1970, y lo hizo hasta el último número de 1979.

### Internacionalización
En 1974 salieron los primeros productos relacionados con Condorito en libros para colorear. En febrero de 1975, salió la primera recopilación de Condorito, llamada Especial Condorito: Clásicos de la historieta. Para Navidad de 1975, salieron los primeros juguetes de Condorito: unos muñecos de Condorito y Coné. En 1976 los derechos internacionales de Condorito fueron adquiridos por Editors Press Service, una subsidiaria de Evening Post Publishing Company. En Argentina en 1977, salió la primera edición internacional de Condorito. También en 1977, Editorial América y Bloque Dearmas iniciaron la publicación de la revista en Colombia y Venezuela. En 1979 aparecieron las últimas historietas de Condorito en donde fuma.
La década de 1980 fue la mejor época de Condorito: A partir de la primera edición de la década de 1980, Condorito se transformó en una publicación bimestral. En febrero de 1979, salió a la venta la primera de una serie de ediciones extraordinarias de excelente calidad y en tamaño gigante con tapas duras y dimensiones de 32 × 21,5 cm, salvo una, (Condorito Campeón) de dimensiones 26 × 18 cm. La colección tenía por título Selección de Oro de la revista Condorito, y se compuso de los siguientes once números, cada uno de ellos de 64 páginas:
| N.º | Título                     | Publicación        | Formato    |
| --- | -------------------------- | ------------------ | ---------- |
| 1   | Condorito Campeón          | febrero de 1979    | 26x18 cm   |
| 2   | Condorito en el Far West   | marzo de 1980      | 32×21,5 cm |
| 3   | Condorito Superstar        | junio de 1980      | 32×21,5 cm |
| 4   | Condorito Doctor           | septiembre de 1980 | 32×21,5 cm |
| 5   | Condorito en el Hampa      | marzo de 1981      | 32×21,5 cm |
| 6   | Condorito en la Historia   | junio de 1981      | 32×21,5 cm |
| 7   | Condorito en la Selva      | septiembre de 1981 | 32×21,5 cm |
| 8   | Condorito en Uniforme      | marzo de 1982      | 32×21,5 cm |
| 9   | Condorito en el Mundialazo | junio de 1982      | 32×21,5 cm |
| 10  | Condorito en Automóvil     | octubre de 1982    | 32×21,5 cm |
| 11  | Condorito Gastrónomo       | 1983               | 32×21,5 cm |

Sin embargo, poco o nada se sabe de un undécimo ejemplar publicado en 1983 llamado Condorito Gastrónomo. Este traía una recopilación de chistes ya publicados de restaurantes, cocina, bares, mozos y demás. Se desconoce en Chile ya que su edición al parecer se publicó en Bolivia, Colombia, Perú y Venezuela.
En 1982, Condorito salió nueve veces por año. Ese mismo año, apareció la primera edición no hispana de Condorito, publicada en Brasil. En octubre de 1982, salió por primera vez Coné el Travieso, una revista en formato de bolsillo y de aparición mensual con chistes del travieso sobrino de Condorito que apareció en el número 22 de 1967. A Coné el Travieso, además de los habituales Coné y Yuyito, se le fueron agregando nuevos personajes, como Huevito, Genito, Fonolita, Tacañito y Gargantita. En 1983 Condorito se publicó regularmente en formato de revista mensual, y lo hizo hasta 1989. En 1986 salieron las primeras ediciones especiales. En 1987 se publicó el primer Libro de Oro en México, que, a partir de 2004, se convirtió en el Libro Gigante de Oro y desde 2006 incluye puzles para resolver llamados Condoripuzzles. En 1988 apareció Juegos Condorito, una publicación trimestral. Entre 1989 y 2019, la revista Condorito se publicó cada quince días.
También se publican ediciones especiales con el nombre de Condorito Colección, que recopilan varias historietas clásicas del personaje. Las páginas de las revistas de Condorito regular son actualmente de un papel más brillantes y suaves que las de un Libro Gigante de Oro, cuyas páginas son opacas y ásperas.
A partir de 2009, a través de un proyecto creado y liderado por Editorial Televisa Ecuador, se puso en marcha la internacionalización de Condorito con una alianza para su venta con los periódicos más importantes de Norteamérica y Sudamérica. Actualmente, Ecuador, Colombia y México lideran este nuevo lanzamiento del dichoso personaje, con un tiraje anual de 14 000 000 de ejemplares, distribuidos en estos tres países. Para octubre de 2013, este nuevo giro de distribución conjunta con periódicos ha logrado posicionar a Condorito como la revista de historietas más leída en Colombia, a través del periódico Q´Hubo, y se proyectan para los siguientes meses otros importantes lanzamientos en la región.
Todo lo anterior ha sido reconocido por el prestigioso Instituto Tecnológico de Monterrey, que ha hecho de este proyecto un tema de estudio en sus maestrías de marketing, como una forma exitosa de re-posicionar un marca.
Después del cierre de Editorial Televisa Chile el 20 de febrero de 2019, la revista dejó de editarse quincenalmente. En marzo de 2019, la empresa mexicana Televisa decidió dar por caducada la licencia que su editorial tenía sobre Condorito. Sin embargo, Condorito vuelve a publicarse por la empresa editorial World Editors Chile en octubre de 2020 bajo un compilado de varios volúmenes llamado Las mejores historias de Condorito, al que se sumó a partir de enero de 2021 un segundo compilado de ocho volúmenes titulado Lo mejor de Condorito.

### Dibujantes y colaboradores
A medida que la frecuencia de publicación de la revista Condorito fue en aumento, Pepo tuvo que formar un equipo de dibujantes y colaboradores. Entre los primeros estuvieron Renato Andrade Alarcón "Nato" (1921-2006), Jorge Carvallo Muñoz "Jorcar" (1932-2017), Ricardo González Paredes "Ric" (1936-2011) y los jóvenes Eduardo de la Barra (1942-2013), Hernán Vidal "Hervi" (n. 1943) y Guillermo Durán Castro "Guidu" (n. 1946). Posteriormente, colaboraron también Alberto Vivanco Ortiz (n. 1939) y Víctor Hugo Aguirre Abarca "Tom" (n. 1944). Otras personas que se incorporaron al equipo de Condorito entre los 50 y los 60 fueron Jorge Délano Concha (n. 1958), Daniel Fernández, Marta García, Luis Peñaloza, Nelson Pérez (letrista), Sergio Nawrath, Samuel "Sam" Gana Godoy (1932-2016), Dino Gnecco Zavallia (1935-2014), Edmundo Pezoa Cartagena (n. 1943), Christian Pardow Smith (1945-2002) y Luis Osses Asenjo (1947-2018).
En las décadas del 70 al 90, además de miembros anteriores como Gana, Osses, Pardow y Gnecco, el equipo fue integrado en distintas etapas y en calidad de miembro estable o de colaborador, entre otros, por Osvaldo Fernández, Manuel Ferrada, José Luis Gaete Calderón (n. 1953), Rubén Eyzaguirre Santis (n. 1960), Víctor Figueroa Barra, Mario Igor Vargas (1929-1995), Avelino García Llorente (n. 1932), Nelson Soto (n. 1937), Luis Caracuel Saavedra (n. 1959), Sergio González Barrios (n. 1959), Elizabeth Villalón, Lorenzo Mejías "Loren", Emiliano Zúñiga (letrista), Vicente "Vicho" Plaza Santibáñez (n. 1961) y Jorge Montealegre Iturra (guionista, n. 1954). Desde los años 90 y en las primeras décadas del siglo 21, hay que mencionar a Juan Cano Alcayaga (letrista, n. 1943), Juan Enrique Plaza Vera (1958-2022), Luis Sepúlveda Suazo (n. 1959), Ivy Pardow Olivares, Álvaro Flores Sepúlveda, Mario Meneses Labrin y Rodrigo Boettcher Retamal.

## Características
Como cualquier tira cómica, cada pequeña historia es independiente del resto, y tiene siempre un final cómico. Una característica que la distingue es que al final de cada tira cómica, uno o varios personajes se desmayan tras haber sido víctimas de una situación vergonzosa o estúpida, acompañado esto de la onomatopeya «¡PLOP!». También suele terminar con la exclamación «¡Exijo una explicación!» por parte de Condorito o sus amigos cuando las cosas no le salen bien.
Los estilos cómicos que predominan en Condorito son el humor blanco y la sátira. La edición es muy cuidada para que no aparezcan groserías u obscenidades. El humor blanco se genera de situaciones que se resuelven de una manera ridícula o extraordinaria.
Para que los lectores de otros países hispanohablantes entendieran los chistes, muchos de estos tuvieron que ser modificados: se eliminaron los chilenismos demasiado marcados y se dejó de usar ciertas referencias a Chile.
A lo largo de los años, el personaje de Condorito ha ido creciendo, estando en la actualidad más viejo que en sus comienzos, e incluso con más barriga.
Según Alberto Montt, gerente de la empresa World Editors: 

«El éxito de Condorito se basa en que comparte la idiosincrasia hispana que tiene un humor diferente al anglo. Él encarna el sueño latinoamericano de vivir para pasarlo bien».
Alberto Montt

### Rasgos cómicos
En Condorito se utilizan con asiduidad estereotipos para personajes y situaciones, aunque en general el humor es blanco reflejan la mentalidad y el humor habitual de las décadas pasadas: chistes de locos o dementes, tontos, borrachos, infidelidades, machismo, étnicos, de médicos y enfermos, de usureros, de campesinos recién llegados a la ciudad, etc.
Generalmente, cuando se dibujan kioscos, aparte del diario El Hocicón éstos exhiben diversas revistas que parodian en sus nombres a conocidas revistas internacionales. Así tenemos a: Vanidosa por Vanidades, Cosmopolita por Cosmopolitan, MalHogar por Buenhogar, Mecánica Impopular por Mecánica Popular, FeoMundo por GeoMundo, Ideas para robar por Ideas para su hogar, Yo por Tú, Spicnik por Sputnik, Sinlecciones por Selecciones, Conozca Menos por Conozca Más, Vago por Vogue, Nada Interesante por Muy Interesante, El Humorista por El Economista, Casos por Cosas, entre otras. Asimismo, por lo general también venden revistas supuestamente para adultos ya que en sus tapas, casi siempre aparece una mujer semidesnuda.
Por otra parte y según la situación, el mismo Condorito aparece representado como perteneciente a distintas razas o culturas: aunque él es blanco[cita requerida], frecuentemente aparece siendo negro u oriental. Además, se hace uso del lenguaje coloquial para reforzar el abuso verbal del que son víctimas los personajes ("huaso bruto", "roto marginal", "pelado", etcétera).

## Personajes

### Adultos
- Condorito: Protagonista de la historieta; es un cóndor antropomorfo de clase humilde que es alegre, siempre dispuesto a celebrar con sus amigos y sacar partido trabajando lo menos posible, pero a su vez honesto y de buenas intenciones.
- Yayita: Novia de Condorito, es una mujer joven, de cuerpo voluptuoso y actitud ocasionalmente materialista. Es el único personaje regular que no solo cambia constantemente de vestuario, sino que también lo actualiza según la moda de la época en que es publicada.
- Don Cuasimodo: Padre de Yayita y esposo de Doña Tremebunda, es un hombre de aspecto fuerte, pero de actitud tranquila, aunque en general se caracteriza por hacer algunos comentarios sarcásticos contra su esposa, o ser el primero en reír ante los que hace Condorito contra ella.
- Doña Tremebunda: Madre de Yayita y esposa de Don Cuasimodo, es una mujer corpulenta de actitud fuerte y entrometida, su relación con Condorito es pésima y normalmente discuten y se burlan el uno del otro, pues ella no lo considera un buen partido para su hija.
- Don Chuma: Compadre de Condorito y su mejor amigo, por lo que se refiere a él como "Cumpa". Es un hombre alto y extremadamente delgado, de nariz grande y bigote de cepillo, siempre lleva un cigarrillo en la boca y un periódico bajo el brazo. Es una persona de vida muy tranquila y ordenada, paciente, maduro, trabajador, generoso, bonachón y también es el principal consejero de su amigo. Siempre saca a Condorito de algún apuro económico o regularmente presta dinero diciéndole que "No se fije en gastos", siendo la voz de la razón en el grupo de amigos. Es el personaje regular que menos chistes ha rematado a lo largo de la publicación.
- Pepe Cortisona: Rival de Condorito (a quien siempre llama despectivamente "Pajarraco", "Plumífero", "Microbio", etc.), es un hombre que pretende a Yayita; Condorito y los demás no lo aceptan de buena gana ya que es petulante y prepotente, por lo que lo apodan "Saco de Plomo" y cuando Condorito habla directamente con él lo llama "Lingote", "Plomazo" o "Jetón". Es un hombre de torso ancho y musculoso de forma triangular, piernas delgadas, cortas y una dentadura enorme.
- Ungenio González: Amigo torpe de Condorito, es un hombre muy ingenuo e ignorante, tiene cabello blanco, nariz gigantesca y dientes prominentes de donde asoma siempre una gota de saliva. Es el personaje que más chistes remata después de Condorito, ya que su pobre inteligencia lo hace llegar a razonamientos inesperados y muy descabellados.
- Huevoduro: Amigo de Condorito, es un hombre de piel pálida y cabeza ovalada y calva, de modo que parece un huevo. Muchas veces acompaña en sus aventuras a Condorito y Don Chuma. Se dice que está inspirado en la descripción de un hombre que llegó a oídos de Pepo, y decía que en un pueblo había un hombre tan blanco que parecía que no tenía sangre en las venas.
- Garganta de Lata: Amigo alcohólico de Condorito, no hay día en que no esté tomándose algún trago. Este personaje solo sirve para los chistes de ebrios. Es un hombre pelirrojo, flojo y asiduo al "Bar El Tufo". En sus historias generalmente su esposa se enoja mucho con él por sus malos hábitos, ya que ambos probablemente se llevan pésimo.
- Comegato: Amigo de Condorito, es un hombre que tiene rasgos felinos, y se cuenta que está inspirado en la historia popular de un hombre que tenía la costumbre de matar y comer gatos.
- Cabellos de Ángel: Amigo de Condorito, cuyo irónico apodo viene de su cabello de puntas, largo, punzante y duro igual que las púas de un erizo. A veces se muestra cómo revienta objetos como tijeras, globos o balones al tocarlos.
- Fonola: Amigo de Condorito, es un hombre barrigón, peludo y robusto, que también se caracteriza por su fuerte olor corporal y apariencia de gorila. En Chile, Fonola era un nombre coloquial para un tipo de aislamiento para tejados de zinc, que la gente de bajos recursos solía usar como alternativa económica para las mismas placas de zinc, coincidentemente, Fonola era un nombre comercial de un antiguo aparato automático para tocar el piano.
- Che Copete: Amigo argentino de Condorito, es un hombre que generalmente hace alarde de su éxito con las mujeres y presume las virtudes de Argentina. Normalmente viste un traje negro con corbata, pañuelo y sombrero, de forma similar a como vestía Carlos Gardel en muchas de sus películas y presentaciones públicas.
- Padre Venancio: Párroco del pueblo de Pelotillehue, siempre intenta guiar por el camino correcto a los pelotillehuenses con desastrosos resultados. A veces coopera en la iglesia junto a Condorito.
- Tomate: Amigo de Condorito, es un hombre bajo y gordo, con la cara calva y roja como un tomate, pero igualmente expresa gran simpatía en toda ocasión.
- Chuleta de Pescado: Amigo de Condorito, regularmente su piel es de un color verdoso. Chuleta es un término que coloquialmente es sinónimo de patilla, lo que alude a sus largas patillas.
- Titicaco: Amigo boliviano de Condorito (nombre referente al Lago Titicaca), a menudo va descalzo y siempre con su gorro altiplánico y su poncho.
- Señora de Lata: Esposa de Garganta de Lata, es una mujer que siempre discute con su esposo porque a veces se embriaga. Es la única esposa que es recurrente de los personajes.
- Don Máximo Tacaño: Vecino millonario de Condorito, que, como su nombre lo dice, es un hombre tremendamente tacaño y ahorrador. En un principio este personaje fue llamado Don Jacobo, un judío avaro, pero fue reemplazado por quejas de los judíos.
- Misiá Petita: Vecina de Condorito, es una mujer que siempre trabaja lavando ropa en muchos chistes y tiene varios hijos pequeños.
- Chacalito: Personaje conocido de Condorito, es un criminal que siempre protagoniza robos o asaltos antes de ser presentado en el tribunal, o que intenta escapar de la cárcel.
- Juan Sablazo: Amigo conocido de Condorito, es un hombre hábil para las estafas y hacerse el convidado; siempre está endeudado. Su nombre hace referencia al sablazo, palabra que señala el acto de comer, beber o sacar provecho a costa de otros o de su dinero.
- Cortadito: Amigo no habitual de Condorito sin brazos ni piernas. Su nombre real es Apolo, pero desde que quedó lisiado todos lo apodan Cortadito. Aparece por primera vez en el número 33 publicado en marzo de 1978, donde cuenta a Condorito como es que en el tiempo que llevan sin verse perdió sus extremidades. Dejó de aparecer en la década de 1980 por la Teletón. Actualmente sale de vez en cuando en la edición de colección (la cual está compuesta de reimpresiones de viñetas antiguas) y rara vez en las ediciones regulares. Es muy autosuficiente, es capaz de llevar una vida bastante normal a pesar de su discapacidad e incluso en ocasiones se ve que es capaz de nadar con la orejas. Inicialmente se le mostraba vistiendo traje, con las bastas de los pantalones y mangas de la chaqueta sujetos con alfileres de gancho. A partir de 2018 el personaje ha vuelto a aparecer de forma ocasional en las publicaciones, esta vez usando prótesis tras mencionar que se ha sometido a rehabilitación.[42]
- Señora de González: Esposa de Ungenio González, originalmente tenía un cuerpo sexy y escultural como el de Yayita (pero con cabello negro y una expresión estúpida como la de su esposo) y más tarde fue rediseñada como una mujer de aspecto corriente y cabello blanco igual al de su marido. Es mucho menos simplona que su marido: con frecuencia lo engaña con otros hombres, sin que él se dé por enterado. Su nombre real es Margarita Vergel de González.
- Cu-Chu-Fli: Amigo chino de Condorito, es un hombre que vino a Chile a probar suerte y buscar trabajo. Tiene el cabello recogido en una típica coleta china y habla un pésimo español. Solo aparece muy de vez en cuando.
- Chico Pezoa: Un dibujante venido a menos y frustrado.
- Tarzán a Dieta:Un escuálido galán que cortejaba a Yayita. Su figura parodiaba al clásico Tarzán pero con apariencia desnutrida.
- Don Jacobo:   Dueño de una tienda llamada "Avaro".

### Niños
- Coné: Sobrino de Condorito y una versión en miniatura tanto en aspecto como en actitud, y personificación del niño travieso y astuto. Posee su propia historieta.
- Yuyito: La mejor amiga de Coné y sobrina de Yayita. Es una pequeña niña pecosa de cabello corto y vestida con una jardinera.
- Pepito Cortisona: Sobrino de Pepe Cortisona, comparte muchos de los defectos de su tío, pero sin llegar a ser insoportable como él: de hecho, se lleva bien con Coné y sus amigos, quienes lo aceptan como uno más del grupo (aun así, muchas veces se pelean). Su mayor virtud es su capacidad de admitir sus errores y aceptar que otra gente lo corrija, algo que su arrogante tío jamás ha hecho. (En una primera edición fue llamado Patricio Ignacio).
- Genito González: Hijo de Ungenio González, posee sus mismos rasgos y a pesar de que no es un niño brillante se muestra algo más despierto que su padre.
- Huevito: Hijo de Huevoduro, igual a su padre en apariencia y muy buen amigo de Coné. Es muy tranquilo y reservado.
- Gargantita: Hijo del alcohólico Garganta de Lata, también es pelirrojo y muy sentimental con todos los personajes pequeños de la revista.
- Fonolita: Hijo de Fonola, también es muy barrigón, peludo y robusto, con el mismo aspecto de gorila.
- Comegatito: Hijo de Comegato, muy bonachón y con la misma apariencia felina.
- Cabellitos/Angelito: Hijo de Cabellos de Ángel con el mismo cabello de puntas largo, punzante y duro.
- Maxito: Hijo del millonario Don Máximo Tacaño, pero es todo lo contrario a él, posee un corazón noble y es muy generoso.
- Chacalín: Hijo del delincuente Chacalito, el cual es igual de malo que su padre, es muy malicioso y travieso, pero en el fondo tiene buen corazón.
- Tomatito: Hijo de Tomate, que aparece en las últimas revistas.

### Otros
- Manolín eL esqueletín : Un esqueleto viviente con bigote y sombrero que deambulaba el cementerio.

### Animales
- Washington: Mascota de Condorito y compañero de juegos de Coné, es un pequeño Terrier chileno de pelaje blanco y corto con una mancha sobre el lomo, y que por lo general es más inteligente de lo que todos creen.
- Matías: Loro de Condorito, es un ave muy inteligente que no solo es capaz de imitar palabras sino que realmente habla, y en más de una ocasión se ha burlado o ha engañado a algún personaje habitual de la historieta.
- Mandíbula: Caballo de Condorito con una boca enorme y prominentes dientes, en muchas ocasiones camina en dos patas y habla como humano.

## Lugares y contextos

Ubicación de la comuna de Río Claro en la Región del Maule, dentro de la cual se sitúa la localidad de Cumpeo, la única real en la geografía ficticia de Condorito.

Pepo situó a la tira cómica en Pelotillehue, una ficticia ciudad de adictos al fútbol callejero (Pelotillehue Unido, o en otros casos Pelotillehue F.C y a veces los Cracks) y rival de sus vecinos Buenas Peras y Cumpeo. La leyenda entre los seguidores de Condorito dice que estos poblados corresponderían en realidad a Linares y Yerbas Buenas, respectivamente, que inspiraron al autor creando, sin quererlo, a uno de los máximos símbolos nacionales de todos los tiempos, que llegaría a tener al poco tiempo su propia revista. En los chistes algunos personajes también leen Condorito, y más tarde llegaría Revista Coné.
- Condorito es el personaje principal que aparece en todas las tiras. Es acompañado por una serie de personajes fuertemente estereotipados (el borracho, la suegra, la linda, el tacaño, el millonario, el policía, el huaso, el compadre, el cura, etc.).
- Pelotillehue tiene su propio santo ficticio llamado "Sanguchito", el cual normalmente se observa en la iglesia del Sacerdote, el Padre Venancio, sujetando un sándwich (sánguche en Chile) en la mano izquierda.
- Pelotillehue posee un diario característico, El Hocicón, y su lema es "Diario pobre pero honrado" (parodiando al lema de El Mercurio, "Honradez y experiencia"). Este rivaliza con El Cholguán de Buenas Peras, cuyo lema es "Tabloide firme y veraz".
- Pelotillehue también cuenta con su propia marca de refresco, Pin (y su pariente Pum), cuyo lema es: "Tome Pin y haga ¡Pum!". Posteriormente aparecen "Pin Light, menos ¡Pum!", "Pin Zero, zero "¡Pum!" y "Pon, mejor que Pin"
- Además posee marcas de vinos como: "Vino y se Fue", "Santa Clota", "Semillón" y "3 Tiritones".
- También posee un jabón de elaboración local llamado Jabón "Sussio", y su lema es "Jabón Sussio, no lava nada".
- Asimismo, en una época se observaron letreros en todo Pelotillehue comercializando el Café Puajj!!, y con frecuencia se veía a comentaristas de fútbol tomando una tacita de café y haciendo "¡Puaj!".
- La ciudad además cuenta con algunas instituciones algo fuera de lo común, como su propio manicomio, una gran cárcel y un campo nudista. La seguridad de estas instituciones es pésima, ya que cualquiera puede entrar y salir de estos lugares cada vez que le da la gana.
- Los ovnis, los sonámbulos, las personas dentro del buzón, los cocodrilos y otros tipos algo excéntricos son bastante comunes tanto en Pelotillehue como en sus alrededores.
- Pelotillehue tiene una compañía aérea llamada Aero Pelotillehue o en ocasiones Aero Plaf o Plop Air. Su competencia es Aeroperas, que opera desde la población vecina de Buenas Peras.
- Pelotillehue posee humildes locales con sus nombres característicos, tales como:
  - Café "El Insomnio".
  - Restaurante "El Pollo Farsante" (famoso por sus ricos platillos y cómodos precios).
  - Hotel "2 se van, 3 llegan".
  - Bar "El Tufo" (donde habitualmente Condorito y sus amigos comparten tragos y cuentos de borrachos. Tufo es una palabra que designa al hálito alcohólico de la resaca o de un alcohólico).
  - Almacén "El Sin Envidia".
  - Fiambrería "El Chancho Sin Chaleco"
  - Farmacia "La Sin Remedio".
  - Funeraria "El Fiambre".
  - Agencia de empleos "El Sin Pega".
  - Farmacia "El Buen Samaritano".
  - Circo "Los Tiuques Voladores".
  - Teatro "Teatropello".
  - Hospital "Echando a perder se aprende".
  - Agencia de viajes "La Económica".
  - Financiera "La Juan Segura".
  - Hotel "Lucho".
  - Hotel "Cito".
  - Calle "Tarapallá" (como broma al nombre de Tarapacá).
  - Aeropuerto "Aeroplaf".
  - Clínica "Plop Medical" (o "Plop salud")
  - Óptica "Bellavista".
  - Sastrería "El Desastre".
  - Estudios "Jorivu"
  - Carteles como: "¡No pegar carteles!" y murallas que tienen escrito "¡No rayar las murallas!", "Vota x mi" o "tome Pin y haga ¡pum!" son habituales por cualquier lugar de Pelotillehue.

## Chistes recurrentes
Hay toda una serie de chistes recurrentes en el universo de Condorito:
- Poniendo aparte las curiosas personificaciones de Condorito, en general se trata de un individuo marginal de bajos recursos, casi siempre sin empleo y que vive en una precaria barraca de madera, a la que él llama cariñosamente "mi chalet". Muchos de los problemas en que se enreda se deben a su pobreza, o a sus intentos de enriquecerse sin trabajar. Esta es una de las únicas características originales (de las ediciones antiguas) que se ha mantenido en los años, ya que tras la internacionalización del personaje, ahora Condorito suele aparecer viviendo en una sólida casa de ladrillo, con todas las comodidades y electrodomésticos que una persona de clase media-alta suele disfrutar.
- Cuando Condorito visita a Yayita, él mismo saca las flores del jardín de Yayita y dice que las compró él.
- Es frecuente observar a un cocodrilo metiéndose en un basurero.
- Es frecuente observar en el cielo aeronaves, e incluso ovnis, con varios mensajes colgados.
- Es frecuente hallar a un sonámbulo paseando por ahí, en bata y gorro de dormir y a veces incluso con una vela en la mano, a media tarde. Generalmente, el sonámbulo aparece haciendo equilibrismo sobre algún muro o el techo de una casa, y cuando aparece por la calle, se le ve a punto de caer a una alcantarilla abierta.
- También es frecuente observar a un cocodrilo dando la vuelta a la esquina, o bien intentando meterse a una casa, cuyo habitante se apresta a golpearle en la cabeza con un martillo.
- Es frecuente encontrar carteles como: "Tome Pin y haga Pun" basados en un viejo eslogan comercial de Bilz y Pap. Los nuevos dibujantes le han dado un giro a aquellos viejos chistes: "Pin zero, Zero pún", "Pin Dietética, menos pún", "Pin Ligero, menos oscuro".
- También es frecuente observar un cartel/cuadro con la imagen de un futbolista, pateando una pelota y enviándola afuera del cartel/cuadro. Más tarde se puede ver al mismo futbolista asomándose afuera del cartel/cuadro, estirando una mano e intentando recuperar su pelota.
- Antiguamente, había un letrero que decía "DENtre sin GORPEAL" (entre sin golpear) clavado a la cerca que protegía la casa de Condorito. A fines de la década de 1980 el letrero desapareció.
- En todas partes aparecen inodoros y bacinicas ya usados.
- En Pelotillehue se consume unos vinos de ínfima calidad llamados "Santa Clota", "Tres Tiritones" y "Sonrisa de León"
- También se vende un jabón llamado "Jabón Sussio". ("No lava" es su lema.)
- Una de las clásicas también son los grafitis en las paredes, referentes a la caspa, el sarro, la placa bacteriana, el colesterol, el smog, la tala, la biodiversidad, la sobrepesca y los cambios sociales, reemplazando el antiguo grafiti de "Muera el roto Quezada" que desapareció de la revista a finales de la década de 1980.
- En los consultorios médicos, es recurrente ver cráneos humanos sobre los escritorios de los médicos fumando un puro y riéndose a carcajadas al final del chiste. También suelen observarse esqueletos llenos de telarañas sentados en la sala de espera.
- En algunos chistes antiguos, era común observar a una persona triste que decía: "Me quiero ir".
- Es común observar en los chistes un ladrón dentro de los buzones rojos de Pelotillehue.
- También es frecuente observar en las tiendas carteles que dicen "Hoy no se fía, mañana sí" u otros que dicen "Llegó agua en polvo"
- En general todas las intersecciones de calles son Tarapacá-Tarapallá.
- Los partidos de fútbol entre la selección de Pelotillehue y Buenas Peras (ciudad rival de Pelotillehue, sus ciudadanos se odian a muerte) siempre terminan en el mejor de los casos con una pelea, y en el peor de los casos, en una batalla campal.
- En ciertos chistes, es común observar en las ventanas de las casas de las calles los pies apestosos de un tipo con un letrero colgado en sus dedos que dice "No contamine" (o también puede aparecer como un grafiti escrito bajo la misma ventana).
- Si es necesario para ciertos chistes donde aparecen Coné o Yuyito, cada personaje tiene su respectivo hijo o sobrino, según el estado civil del personaje.
- Condorito posee varias mascotas que muestran diferentes habilidades antropomorfas según la necesidad del chiste en cuestión, por ejemplo: Matías (loro), Washington (perro), Mandíbula (caballo), Trompita (elefante mascota de Condorito como Condorzán o trabajador del zoológico); estas mascotas, también por motivos argumentales, participan usualmente en los chistes recurrentes.
- Cuando las mujeres de la revista se desmayan a veces se le salen uno o los dos zapatos, que vuelan por en el aire. A Yayita le pasa lo mismo, pero a veces no solo se le salen los zapatos, sino que también algunas prendas de vestir. Generalmente a Yuyito se le ve el calzón debajo de su vestido.
- No todos los chistes acaban con la típica onomatopeya «¡Plop!». En algunos chistes con un final anticlimático o inesperado Condorito mira al lector y dice «¡Exijo una explicación!», y en otros pocos simplemente se omite la palabra.
- También se puede ver en los televisores la marca «Sonó», «Tony» o «Zony», en referencia a la compañía electrónica multinacional Sony, así como «Sampung» o «Chamchung» en referencia a Samsung.
- Las gasolineras distribuyen combustible de la transnacional «Lesso» o «Essto», parodiando a la compañía Esso.
- La estación espacial «MASA» parodia a la NASA.
- También operan varios canales de TV, como «Televisión CB de Cerca y lejos» en referencia a Televisión Nacional de Chile, o «TLV» (Te le vé) en vez de TVN.
- También tiene su propia distribuidora cinematográfica llamada «Wenas Peras Pictures» (WP), en referencia a la famosa Warner Bros. (WB).
- Los chistes sobre campos nudistas o gente que practica el nudismo son un tema que ha cobrado popularidad en la historieta: ya sea mostrando a Condorito y compañía inventando formas para espiar a un grupo de chicas desnudas (con distintos grados de éxito) o bien mostrando al propio Condorito y sus amigos practicando nudismo y sufriendo diversos contratiempos producto de su desnudez, como por ejemplo trabajar de mozo para los socios del campo y tener que guardarse las propinas en la boca.
- Cada vez que Condorito es golpeado o sufre un accidente, pierde la cresta, en una alusión al popular dicho "se sacó, o le sacaron la cresta" que se usa para describir un accidente o paliza. También suele terminar con su pico agrietado o abollado.
- Todos los suicidas dejan la típica nota de despedida dirigida al «Sr. Juez» (explicativa del suicidio previniendo cualquier posible investigación posterior por parte de la autoridad).
- En los juicios, los reos siempre se refieren al juez con el trato respetuoso de "Usía" que en castellano significa "vuestra señoría".
- Los locos aparecen siempre con una clásica espiral en los ojos, pero en los chistes en los que la locura solo es evidente al final, tienen los ojos normales hasta la penúltima viñeta. Por otra parte, a menudo se recurre a clichés como el clásico disfraz de Napoleón para representarles. Cuando los locos están encerrados en el manicomio, llevan uniforme gris, gorra a rayas y son divididos por sexo, ya que según el director del manicomio, sus pacientes están locos pero no son tontos.
- Asimismo, es frecuente observar a los pacientes del manicomio demostrando una extraña sabiduría que les permite desafiar las leyes de la física (por ejemplo, saltar desde la azotea del manicomio para zambullirse en un pañuelo mojado, sin sufrir daños) y ver el mundo desde un singular, pero válido punto de vista: de acuerdo a ellos, los verdaderos locos están afuera y el único lugar seguro es dentro del manicomio.
- Cuando se quiere mostrar a alguien que es tonto (como Ungenio González) este siempre va con la boca abierta, de la que cae permanentemente una gota de baba.
- Muchas situaciones son provocadas por las enormes patas de Condorito y el olor que estas despiden cuando se quita las ojotas.
- En revistas antiguas, era común observar carteles que irónicamante dicen: "Prohibido pegar carteles" o grafitis que dicen "No rayar la muralla".
- En los colegios donde estudia Coné, siempre aparece una pizarra con errores gramaticales, ortográficos o aritméticos, o bien con frases como "el/la profe", o un retrato de un profesor en modo grosero.
- En la tradición de los chistes de Condorito, suele ponerle nombres alternativos a los personajes que amerita el chiste. Ejemplos: Condorloco (el loco), Condorkaka (el caníbal), Condorone (el gánster o mafioso), Condornoé, Condoradán, Condorcolón, Condorzán, Condorotto, etcétera.
- Es frecuente en los consultorios de los dentistas observar uno, dos o más dientes tirados.
- En las puertas o en un letrero de los consultorios de los doctores se pueden observar letreros que dicen "Doctor-zito" o "Dr. Cito".
- Cuando Yayita está en el club y anda en bikini, siempre se observa a un fisgón espiándola.
- En algunos chistes en los consultorios de los dentistas, se puede observar a un ratón con un cartel que dice "Doctor Ratín".

### "Muera el roto Quezada"
De todos estos chistes recurrentes, el que tiene más historia es el del cartel de Muera el roto Quezada, que aparecía en casi todas las revistas anteriores a 1980. El propio Pepo explica en el número de aniversario de la primera serie el por qué de su inclusión:
Todo ocurrió un día de 1949 cuando Pepo, su esposa y su cuñada fueron gentilmente invitados a cenar por un teniente del Ejército al casino del Club Militar. En algún momento ambas señoras fueron al baño y cuando volvieron habían desaparecido sus carteras.

“Llamé al maître -cuenta Pepo- y le reclamé. Dijo que había que hablar con el mayor Washington Quezada, gerente del Club. Solicitamos la correspondiente audiencia y cuando estuvimos frente a él se comportó groseramente con mi mujer y cuñada. ‘Lamentablemente’, dijo, ‘a este Club están llegando mujerzuelas que, además, se hacen las robadas’ (...) Un ‘Por favor, no me comprometas’ de mi amigo militar me retuvo en el asiento. De lo contrario, le vuelo los dientes. Así que para abreviar dije: ‘Con rotos como este no se puede seguir hablando’. Justo en esos momentos nacía Condorito y ahí lo metí, entonces, como un motivo de chistes: el perrito con la patita levantada y el letrero que dice ‘Muera el roto Quezada’. Y al perro le puse Washington”.
Pepo.

En el número 7 de la revista del año 1961, Pepo entrevista al perro Washington para explicarle a los lectores quién es el roto Quezada: “Lo llamamos roto en el sentido despectivo y ordinario de la palabra. Por supuesto, nada tiene que ver con el roto altivo de Yungay, con el roto trabajador y sufrido que labora en la pampa, en la mina, en el mar y en nuestros campos. Sencillamente, es un roto de miéchica”.
La venganza se extendió a otras expresiones que aparecieron por años en la publicación: “Quezada felón”, “Hoy fusilan al Roto Quezada”, “Cloteó el roto Quezada”, etcétera.
Según las palabras de Pepo: "Recuerdo que una vez llegó a mi oficina un conocido de ambos, y me dijo que don Washington Quezada había muerto. Que no siguiera molestando. Yo por respeto decidí borrarlo un tiempo, pero cuando me enteré de que este diablo estaba vivito y coleando, arremetí. Por un amigo supe que lo habían trasladado al Hospital Militar a cargo de la alimentación de los enfermos. Coincidió esto con la época en que desapareció la carne en el hospital. Entonces reinicié mi descarga contra el "Roto", titulando con grandes letras en El Hocicón, diario pobre pero honrado, que El Roto se había comido toda la carne de los enfermos".
El agravio desapareció de la revista en la segunda mitad de los ochenta con su internacionalización y la petición formal de las hijas de Quezada de terminar con la venganza tras la muerte de su padre.
En la cuarta edición del año 2009, Condorito compra un diario y el vendedor grita: "¡La vuelta del roto Quezada!"

## Adaptaciones

### Televisión

#### Cortos de TVE y UC-TV
En los años 1980, Condorito llegó a tener miniepisodios animados que fueron trasmitidos por el programa Sábado gigante. Los episodios tenían música y efectos de sonido, pero los personajes no hablaban. La serie era una coproducción de Televisión Española y la Corporación de Televisión de la Universidad Católica de Chile.

#### El show de Condorito(cancelado)
A inicios de los años 2000 se empezó hacer un piloto de una serie de TV llamada El show de Condorito, con actores en imagen real y Condorito en animación 2D tradicional, a cargo de las productoras Cinecorp y Emu Films. Esta producción era dirigida por el chileno Daniel de la Vega (Takilleitor), con la animación estando a cargo del argentino Daniel Pérez (Mi familia es un dibujo), con planes de 18 capítulos de un minuto y medio. En actuación contó con Yasmín Valdés como Yayita, Fernando Kliche como Pepe Cortisona, Helvecia Viera como doña Tremebunda, Hugo Medina como don Cuasimodo, Sergio Hernández como don Chuma, Adrián Montealegre como Comegato, Hugo Espinoza como Garganta de Lata y Felipe Ríos como Ungenio González. Con el tiempo su costo fue aumentado y no fue concretada, a pesar de la gran expectación y publicidad que hicieron los medios chilenos en ese tiempo.

#### Cortos de Atiempo
En 2016 se estrena una webserie producida por el estudio de animación chileno Atiempo (El Ojo del Gato, La cueva de Emiliodón, Misión Roflo, Ozie Boo!, Mi Perro Chocolo, La Tortuga Taruga, entre otros), con Cristián Lizama como la voz de Condorito. Los cortos fueron estrenados en el canal de YouTube de Condorito y en la plataforma web de T13, de la estación chilena Canal 13.

#### Condorito Jr.
En 2019 se estrenó Condorito Jr., una serie de cortos animados producida y emitida por Cartoon Network Latinoamérica que muestra a los personajes principales en sus versiones infantiles (a diferencia de los cómics de Coné, donde el elenco está conformados por los sobrinos de los personajes).

#### Serie animada para adultos
En 2020 se anunció la producción de una serie animada orientada a adultos, coproducida por el estudio mexicano Ánima Estudios (Las Leyendas, El Chavo animado, El Chapulín Colorado Animado, entre otros) y el estudio chileno Lunes (Homeless).

### Cine

#### Condorito en el circo(cancelado)
En 1962, la revista local especializada en cine Ecran publicó un artículo en donde se hablaba de la producción de una película titulada "Condorito en el Circo", basada en el personaje. Hay muy poca información, ya que elementos como la trama (que se desarrollaría en un circo) o la animación se encuentran perdidos. Solo se sabe que Pepo estaría involucrado en el desarrollo de la película, junto a los dibujantes de la revista, además de ser la primera producción animada chilena en colores. Sin embargo, el proyecto nunca llegó a estrenarse: se cuentan desde problemas en el financiamiento hasta que el resultado no fue del gusto de Pepo, frustró su salida. Nunca fue estrenada.
El artículo menciona al personaje "Copuchita", de la película de 1941 "15 mil dibujos", manifestando que se lo podría considerar como el "padre de Condorito". Esto significaría una posible inspiración en el personaje. Al igual que "Condorito en el circo", la película se encuentra perdida.

#### Película de Cineanimadores (cancelada)
Paralelo a la producción de "El show de Condorito", el estudio chileno Cineanimadores (Ogú y Mampato en Rapa Nui, Papelucho y el Marciano) se encontraba en preparación de un largometraje totalmente animado basado en Condorito. No se sabe más respecto a este proyecto.

#### Película deEl show de Condorito(cancelada)
Uno de los proyectos no concretados por Daniel de la Vega fue una película basada en El show de Condorito, usando una técnica similar a la de la serie (imagen real y animación). Al igual que la serie, la película nunca salió a la luz.

#### Condorito: la película
En el año 2017, se estrenó la película Condorito: la película, coproducción de Perú, México, Argentina y Chile, y distribuida por 20th Century Fox. En la versión latinoamericana participaron Omar Chaparro como Condorito y Jessica Cediel como Yayita, mientras que en la versión chilena fueron interpretados respectivamente por Rodrigo Saavedra y Loreto Araya-Ayala; para ambas versiones se contó con las voces de los chilenos Cristián de la Fuente como Pepe Cortisona y Coco Legrand como doña Tremebunda.

### Otros
También durante la década de 1980, hubo unos helados de agua y otros de crema llamados "Condorito" y "Coné", bajo licencia oficial y producidos por la empresa Bresler. Los helados de agua tenían el mismo color rojo característico de la camiseta que visten ambos personajes.
En el año 1984, la compañía de helados Bresler lanzó una promoción llamada «El Banco de Pelotillehue» donde podía canjearse una colección de monedas de plástico con la imagen de algunos personajes de la revista.
A principios de la década de 1990, Condorito apareció en un comercial de Coca-Cola. Por esa misma época, Calaf produjo golosinas relacionadas con Condorito y Coné.
A comienzos de la década del 2000, se lanzó al mercado un vino con los nombres de algunos personajes de Condorito, bajo licencia oficial. Los vinos disponibles fueron el "Garganta de Lata" (Vino tinto, en botellón de litro y medio con tapa rosca) y el "Yayita" (Vino blanco) producidos por "Viña San Guchito" (nombre real del viñedo). Su calidad no logró mayor relevancia, pero hasta hoy son considerados objeto de culto por parte de los fanes de Condorito.
En la actualidad, World Editors es la empresa encargada del merchandising de la historieta, y mediante su licencia se venden muy diversos productos ligados a Condorito y sus personajes, tales como toallas, calzoncillos, cuadernos, pantuflas, baberos, cartones de lotería, despertadores, cuchillos, sandalias, vasos de vidrio, entre muchos otros.
El 26 de mayo del año 2013, en el marco de Comic Con Chile 2013 se realizó el lanzamiento de la aplicación móvil de Condorito para el mercado americano. La aplicación permite descargar chistes semanalmente en español, portugués e inglés, tanto en páginas a todo color como en el color clásico de la revista. La aplicación fue desarrollada por la empresa chilena Mingga Labs para App Store y Google Play. Esta aplicación es considerada la primera aplicación chilena de historietas para teléfonos inteligentes y tabletas.
Las tiras cómicas de Condorito han sido distribuidos en Estados Unidos a través de su sitio oficial Condorito USA, ofreciendo un chiste semanal a sus suscriptores y lectores en español.

## Homenajes
Durante la Copa Mundial de Fútbol Sub-20 de 2007 de Canadá, donde la selección de fútbol sub-20 de Chile obtuvo el tercer lugar, una persona disfrazada de Condorito fue detenida por la policía canadiense en el partido de semifinal frente a Argentina. Al día siguiente un periódico chileno publicó la foto de la detención en portada, con el titular «¡Exijo una explicación!».
Entre el 1 y el 4 de agosto del año 2011, se realizó en la localidad chilena de Cumpeo, que forma parte del universo geográfico de la historieta, una exposición llamada «Expo Humor», que presentó 18 cuadros con historietas de Condorito junto a Carabineros de Chile. Además de las autoridades locales, se presentaron Sergio González, uno de los cinco dibujantes de la historieta, además de la directora de la revista, Magdalena Aguirre Baeza. Durante ese mismo mes, la exposición estuvo en otras ciudades del país, tales como Chillán, en la Provincia de Ñuble.
En diciembre del mismo mes, durante el Teletón 2011 en Chile, un grupo de personajes de la escena pública chilena, le rindió un homenaje al cómic, mediante un sketch que recreó un partido de fútbol entre el equipo de Pelotillehue contra el elenco de Buenas Peras.
El año siguiente, el alcalde de la comuna de Río Claro, Claudio Guajardo, fue reconocido por la creación de diversos espacios turísticos y culturales en la localidad de Cumpeo, relacionados con Condorito. El nuevo atractivo turístico fue conocida como la «Ruta de Condorito», comenzando a comercializarse la cerveza «Tome Pin y haga Pun», además de instalarse la farmacia «Sin remedios», el bar «El Tufo» y el restaurante «El Pollo Farsante», entre otros. El 2 de junio de 2012, se desarrolló además en dicha localidad la «Cumbre de Condorito en Cumpeo», organizada por la Ilustre Municipalidad de Río Claro y en la cual se vendieron alimentos y bebestibles con los nombres ficticios de la historieta, además de instalarse puestos de artesanías y realizarse presentaciones de músicos y humoristas nacionales. En el mes de septiembre de ese año, la Empresa de los Ferrocarriles del Estado organizó como viaje especial la ruta turística de Pelotillehue, donde una de sus paradas fue la localidad de Cumpeo.